# Вітко Костянтин Миколайович
Вітко Костянтин Миколайович (нар. 6 грудня 1890, Турія — пом. невідомо) — український військовий діяч, підполковник Армії УНР. Лицар Залізного хреста УНР.

## Життєпис
Костянтин Вітко народився 6 грудня 1890 року в селі Турія Чигиринського повіту.
До 1917 року Вітко служив в Російській імператорській армії. Учасник Першої світової війни. Останнє звання у російській армії — поручик.
У 1918 році Костянтин Вітко вступив до 8-го гарматного полку 3-ї гарматної бригади Збройних сил Української Держави, згодом — Дієвої армії УНР. З грудня 1918 року — командир 1-ї батареї цього полку. На цій посаді особливо відзначився 26 березня 1919 року у бою під Коростенем, а також при захопленні та знищенні під станцією Бородянка ворожого панцерного потягу. Одержав важке кульове поранення в ногу. З травня 1919 року військовик служив у складі 1-ї гарматної бригади 1-ї Північної дивізії Дієвої армії УНР. З грудня 1919 року — командир збірної батареї Збірної Київської дивізії. На цій посаді брав участь у Першому зимовому поході. У 1920—1921 роках Костянтин Миколайович — старшина 2-ї гарматної бригади Армії УНР. Лицар Залізного Хреста №238.
27 жовтня 1921 року Костянтин Вітко був призначений командиром гарматної бригади 4-ї Київської дивізії, яка мала вирушити у Другий зимовий похід. Проте вже 1 листопада, через вкрай несприятливі умови для початку походу, Вітко, як і більшість артилеристів, відмовився брати участь у поході. 8 листопада він прибув у розпорядження начальника 2-ї Волинської дивізії. Його зарахували до 2-ї гарматної бригади.
Після закінчення Української революції Костянтин Миколайович мешкав у Польщі, перебував у скрутному матеріальному становищі і, як військовий інвалід, клопотав перед Всеукраїнською радою військових інвалідів про безкоштовну операцію по видаленню кулі з ноги. Подальша доля невідома.